# 烙印なき男
『烙印なき男』（らくいんなきおとこ、The Maverick Queen）は、1956年に公開されたアメリカ合衆国の西部劇映画。テクニカラー。 

## あらすじ
19世紀後半、ヴァージニア州の名家に生まれたキット・バニオンは、南北戦争によって肉親と財産をすべて失い、ワイオミング州ロック・スプリングにあるホテル「荒野の女王」を手に入れ、非合法な活動を通じて金をせしめ、ついには町の大半を手に入れる。
一方、彼女は、「荒野の女王」にたむろするならず者集団「ワイルド・パンチ」の一員・サンダンスと愛人関係にあり、保安官は手出しができなかった。
とはいえ、キットはサンダンスに飽きてきたため、ジェフという別の男に乗り換えようとしていた。彼女はジェフがジェシー・ジェームズの仲間ヤンガー兄弟の親類である事やスティルウォーター監獄に3年間服役したことを知るや否や、彼を悪事に加えることを企み、ホテルのカード係として雇った。
ある日、牧場主のルーシー・リーが彼の元を訪れ、「ワイルド・パンチ」が牛を盗むのを止めてくれと頼んでくるが、彼はここに来る道中一味が後ろ盗もうとしているのを手助けしたため、彼女の頼みを断る。
その後、キットが計画した列車強盗でジェフがうまくやったため、一味の首領キャシディから評価される。ところが、ルーシーの牧場に潜んでいたジェイミーから、キットに強盗を妨害した人物の正体がジェフだという情報がキットの元に寄せられるものの、彼女はキャシディに伝えなかった。彼女はジェフに一味から出ていくことを勧めるも、彼は従わなかった。
サンダンスはキットの暗殺に失敗し、ルーシーの牧場に逃げ、彼女をキャシディの元へと連行し、ジェフの正体を暴露する。一方、キットは命からがらサンダンスの元から逃げ出して町へ戻ると、町内にいた「ワイルド・パンチ」は倒された上、「荒野の女王」の所有権は失われ、待ち構えていた保安官に「6時間以内に町から出ていくように」と告げられる。しかも、本物のジェフ・ヤンガーが現れたため、彼女はキャシディの元へ行き、ジェフとルーシー・リーを殺害しようとするも、最終的には殺されてしまう。
その後、ルーシーとジェフは保安官とその仲間たちによって助けられる。

## キャスト
| 役名            | 俳優                     | 日本語吹替                                                 |
| 役名            | 俳優                     | 日本テレビ版                                               |
| --------------- | ------------------------ | ---------------------------------------------------------- |
| キット          | バーバラ・スタンウィック | 寺島信子                                                   |
| ジェフ・ヤンガ― | バリー・サリヴァン       | 高塔正康                                                   |
| ルーシー        | メアリー・マーフィ       | 喜多道枝                                                   |
| サンダンス      | スコット・ブレイディ     | 木村幌                                                     |
| キャシディ      | ハワード・ペトリー       | 今西正男                                                   |
| ジェミー        | ウォーレス・フォード     | 藤岡琢也                                                   |
| マンシー        | ジョージ・ケイマス       | 中曽根雅夫                                                 |
| ラウディ        | ジョン・ドーセット       | 小林清志                                                   |
| マーロン        | エミール・メイヤー       | 和田文夫                                                   |
| ヤンガー        | ジム・デイヴィス         | 林昭夫                                                     |
| ナレーション    | N/A                      | 若山弦蔵                                                   |
| 不明 その他     |                          | 大山豊 鎗田順吉 椎名和甫 沖順一郎 松岡文雄 北山年夫 国坂伸 |
|                 |                          |                                                            |
| 演出            | 演出                     | 好川純                                                     |
| 翻訳            | 翻訳                     | 佐藤一公                                                   |
| 効果            | 効果                     | 小松プロダクション                                         |
| 調整            |                          |                                                            |
| 制作            | 制作                     | 東北社                                                     |
| 解説            |                          |                                                            |
| 初回放送        | 初回放送                 | 1963年4月7日 『日曜ロードショー』 20:00-21:26              |